# Caralluma stalagmifera
Caralluma stalagmifera là một loài thực vật có hoa trong họ La bố ma. Loài này được C.E.C.Fisch. mô tả khoa học đầu tiên năm 1925.